# Kamčatski rjavi medved
Kamčatski rjavi medved (znanstveno ime Ursus arctos beringianus), znan tudi kot daljnovzhodni rjavi medved ali v ruščini Камчатский бурый медведь, latinizirano Kamčatski burij medved, je podvrsta rjavega medveda.

## Opis
Kamčatski rjavi medved je največji rjavi medved v Evraziji z dolžino telesa od 2,4 m do 3 m visok na zadnjih nogah in težo do najmanj 650 kg. Je skoraj velikosti kodijaškega medveda (Ursus arctos middendorffi); vendar je lobanja širša od lobanje usurskega rjavega medveda (Ursus arctos lasiotus)  in v primerjavi z lobanjo Kodijaškega medveda je širina lobanje veliko večja sorazmerno z njeno dolžino, sprednja narialna odprtina je veliko krajša in molarji se razlikujejo po relativni velikosti in obliki. Največja dolžina lobanje pri samcih je 40,3–43,6 cm, široka pa je 25,8–27,7 cm, medtem ko lobanje samic merijo 37,2–38,6 cm v dolžino in 21,6–24,2 cm v širino. Barva krzna je pretežno temno rjava z vijoličastim odtenkom. Svetlo obarvane posameznike srečamo redko.

## Razširjenost
Domač je v okrožju Anadirski, polotoku Kamčatka, otoku Karaginskij, Kurilskem otočju, obalnem pasu zahodno od Ohotskega morja proti jugu do gorovja Stanovoj in Šantarskih otokov na Daljnem vzhodu. Zunaj nekdanje Sovjetske zveze se podvrsta pojavlja na otoku Saint Lawrence v Beringovem morju. Je tesno povezan s kladom rjavih medvedov na Aljaski in severozahodu Severne Amerike in naj bi bil prednik kodijaškega medveda.

## Prehrana
V poletnem obdobju se prehranjujejo z borovnicami, brusnicami, grbavim lososom (Oncorhynchus gorbuscha) in šarenko. Jeseni jedo oreščke iz borovcev in jerebike ter ribe. V času lakote jedo mrtve ribe ali morske sesalce, jagode in graminoidno rastlinje.

## Odnos z ljudmi
Kamčatski rjavi medvedi na splošno niso nevarni za ljudi in le 1 % srečanj povzroči napad. Prvi Evropejci, ki so odšli na Kamčatko v 19. stoletju, čeprav so bili presenečeni nad številom in velikostjo tamkajšnjih medvedov, so opazili, da so v primerjavi s njihovimi sibirskimi sorodniki relativno neškodljivi. Vendar je julija 2008 skupina 30 sestradanih medvedov oblegala kompleks za pridobivanje platine v okrožju Oljutorski v Kamčatskem okraju, in ubila dva stražarja.

### Lov na trofeje
Kamčatski rjavi medvedi so med najbolj cenjenimi trofejami ruske lovske industrije. Leta 2005 je Oddelek za upravljanje divjih živali Kamčatke izdal 500 lovskih dovoljenj. Stranke so plačale do 10.000 $ za lov na medvede. Tako so gospodarski učinki rekreacijskega lova na kamčatske rjave medvede precejšnji.